# Chanithus avocettus
Chanithus avocettus är en insektsart som först beskrevs av Oshanin 1879.  Chanithus avocettus ingår i släktet Chanithus och familjen Dictyopharidae. Inga underarter finns listade i Catalogue of Life.